# FCM 36
De FCM 36 is een Franse tank uit de Tweede Wereldoorlog.

## Ontwikkelingsgeschiedenis
In 1933 kwam de Franse Infanterie met een voorstel voor de ontwikkeling van een lichte infanterietank, het Plan 1933. Veertien fabrikanten boden aan zo'n type te ontwikkelen en werden alle uitgenodigd een prototype te fabriceren. Eén daarvan was de scheepswerf Forges et Chantiers de la Méditerranée (FCM) te Toulon die in 1921 de Char 2C geproduceerd had.
Al in maart 1934, voordat de specificaties zouden worden gewijzigd, werd er al een houten maquette op ware grootte afgeleverd, die goedgekeurd werd. Ze was gebouwd onder leiding van ingenieur Boudrot die eerder aan de Char B gewerkt had. Op 2 april 1935 werd het prototype ter beproeving afgeleverd bij de Commission de Vincennes. Hoewel eigenlijk slechts een romp gevraagd was, had FCM er een bijpassende toren bijgedaan, bewapend met twee mitrailleuses. De commissie constateerde dat het om een heel futuristisch ontwerp ging met een dieselmotor, de romp ervan rondom volledig voorzien van een gelast afgeschuind pantser, met dito toren in de vorm van een afgeknotte piramide. Het gewicht was iets zwaarder dan de gespecificeerde negen ton: 10.168 kilo. Helaas, het voertuig viel bijna meteen uit door problemen met de besturing. Nadat het rapport op 9 juni opgesteld was, werd het prototype weer teruggenomen door de fabrikant.
FCM beproefde nu zelf voor de eerste keer het prototype en stuitte op vele onvolkomenheden. Toen het op 10 september weer bij de materieelcommissie aankwam, bleek het volledig verbeterd: toren en romp hadden een minder extreme vorm gekregen; bij het motorcompartiment werden drie platen met boutconstructies gebruikt, het loopwerk was veranderd, de rupsband met "bootvormige" schakels zoals bij de Char B1 was vervangen door een smallere van 32 centimeter breed en de gepantserde spatborden waren lichter gemaakt.

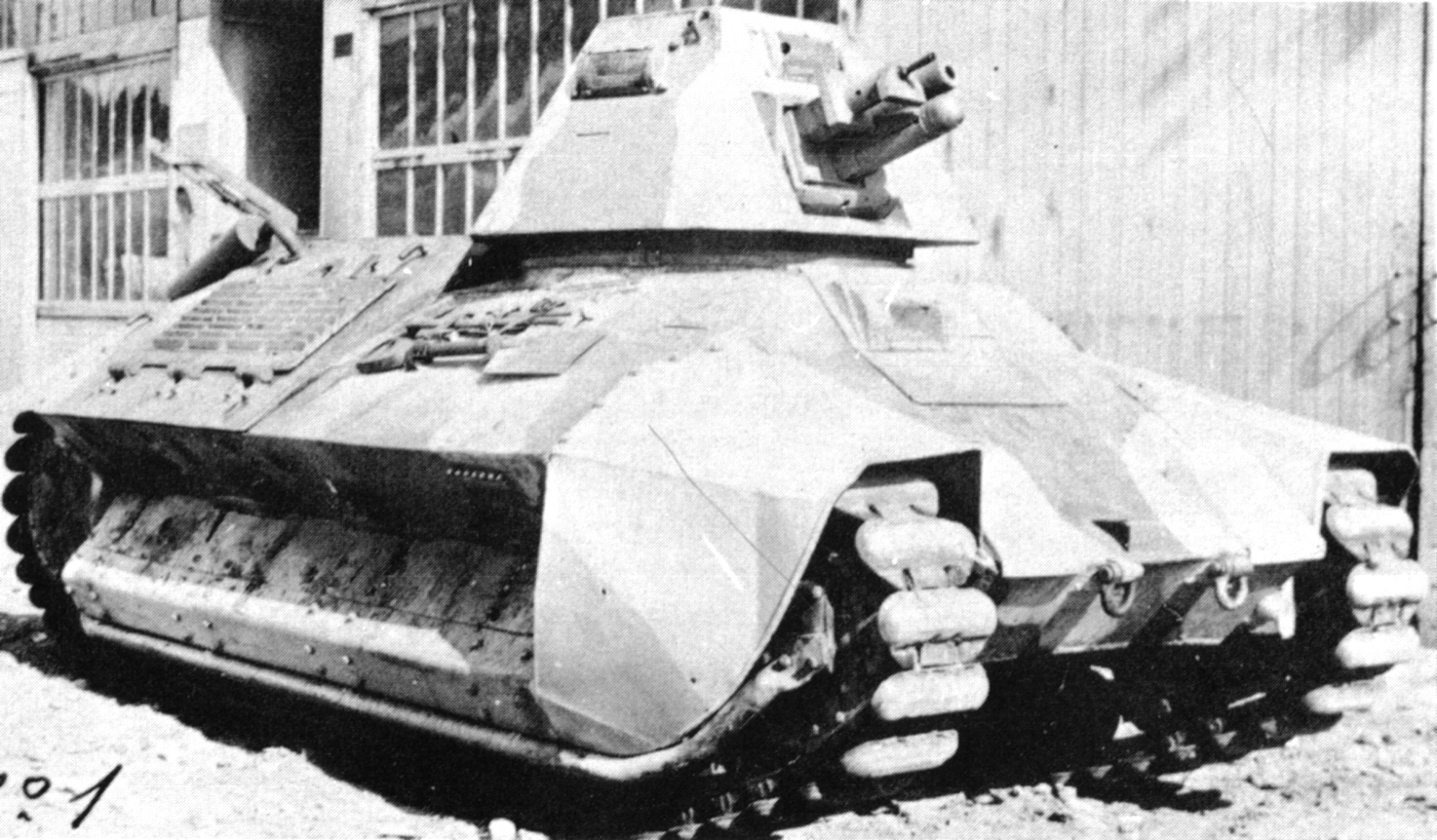
Het eerste prototype van de FCM 36 zoals het de materieelcommissie werd aangeboden

De commissie was niet ontevreden en zond het voertuig op 23 oktober terug met de mededeling dat men het acceptabel achtte mits loopwerk en koppeling werden versterkt. Op 19 december verscheen het prototype ten derden male ter goedkeuring en werd opnieuw langdurig getest tot 14 mei 1936. Het legde 1009 kilometer af, waarvan 478 kilometer op de weg. De commissie beval productie aan maar niet dan nadat de motor krachtiger was gemaakt en de bepantsering volgens de nieuwe specificaties was verhoogd van dertig naar veertig millimeter. Dit gebeurde door extra platen van 10 mm op de oude te lassen, zodat een soort laminaatpantser ontstond. Daarna zond men het voertuig naar de Commission d'Infanterie die het in het Camp de Châlons tot 17 juni beproefde op gasdichtheid; de fabriek claimde namelijk dat de tank door zijn gelaste constructie als enig Frans gevechtsvoertuig immuun kon worden gemaakt tegen chemische oorlogsvoering. De Commission d'Infanterie verklaarde op 9 juli dat het ontwerp het beste was van alle gegadigden, hoewel nog voor verbetering vatbaar.

## Productie
Al op 26 mei, toen de crisis rond het Rijnland tot vele haastige bestellingen noopte, had men een order gegeven voor 100 exemplaren van de Char léger Modèle 1936 FCM ofwel FCM 36 voor een prijs van 450.000 frank per stuk, nu te bewapenen met een 37 mm kanon. Dit betekent overigens niet dat er geen concurrerende types aangeschaft zouden worden. Integendeel: de Hotchkiss H35 en Renault R35 stonden al op het punt in veel groter getal geïntroduceerd te worden. Daarbij waren die maar half zo duur. Dat het duurdere alternatief er toch kwam, werd ten dele veroorzaakt door politiek-strategische redenen: men durfde de productiecapaciteit niet onbenut te laten, zeker niet van een bedrijf dat door zijn ligging onbereikbaar was voor Duitse bommenwerpers; ten dele ook door het feit dat men het zo'n geavanceerde tank vond die het hele Franse tankontwerp de weg naar de toekomst zou kunnen wijzen. Juist om die reden werd, toen de bouw van de productiehal al begonnen was in december 1936, vanaf 22 maart 1937 tot 1 februari 1938 het prototype zowel te Vincennes als te Bourges nog eens uitgebreid getest en voorzien van een sterkere 105 pk Berliet-Ricardo motor en een lichtere rupsband. De nieuwe band versleet echter te snel en de motor bleek overbelast. De combinatie van de oude band en een tot 91 pk beperkte motor leverde niet de verhoopte verbetering van prestaties op. Desalniettemin deed men op 12 mei 1938 en 3 februari 1939 twee nabestellingen van ieder honderd stuks. Tussen 2 mei 1938 en 13 maart 1939 waren de eerste honderd tanks afgeleverd met serienummers 30.001 tot en met 30.100. De Infanterie verwachtte dan ook dat FCM gewoon met de productie zou doorgaan; het bedrijf verklaarde echter dat de kosten volledig fout waren ingecalculeerd. Men zou in feite zwaar verlies hebben geleden en gaf aan niet meer te willen produceren onder de kostprijs van 900.000 frank. Zelfs na inflatiecorrectie maakte dat het type drie maal zo duur als andere lichte tanks. Na overleg met het Franse Opperbevel werd door inspecteur-generaal Jacomet besloten van verdere productie af te zien, iets wat FCM niet eens zo ongelegen kwam daar men de handen vol had aan de Char B1 bis en geen FCM 36's meende te kunnen leveren vóór september 1940.
Dit gold echter alleen de romp. Bij de andere lichte tanks was de standaard gegoten APX R toren steeds meer de bottleneck in het productieproces gebleken. De toren van de FCM was gasdicht, met zijn 1287 kilogram 265 kilo lichter voor dezelfde bescherming, kon ook het langere 37 mm SA 38 kanon dragen en — het meest relevant — kon in veel hoger tempo geproduceerd worden (zij het duurder). Eerst besloot men na het 1350e exemplaar de APX R te vervangen, daarna werd dat het tweeduizendste; er waren problemen geconstateerd in verband met de zwaardere terugslag van het kanon die de lasnaden deed scheuren. Nog voor het plan in werking kon treden, had Frankrijk de oorlog echter voorlopig verloren.

## Beschrijving
De FCM 36 heeft een zeer ongewoon uiterlijk, dat doet denken aan het concurrerende tankproject van de Char Batignolles-Châtillon. Dat ongewone zit hem niet in de ophanging, een vrij ouderwetse constructie als bij de Char B bestaande uit een zware dwarsbalk aan de uiteinden waarvan twee grote bladveren zijn verbonden. Iedere veer draagt twee paar loopwielen waarbij per paar de beweging rond hun hoofdas weer geveerd wordt door twee verticale springveren. Daarnaast zijn er twee spanwielen en vijf steunwielen. Het aandrijfrad zit achter, verbonden aan een V-4 91 pk Berliet dieselmotor met 8,4 liter cilinderinhoud die een maximumsnelheid oplevert van 24 km/u en een brandstofvoorraad van 217 liter die een rijbereik mogelijk maakt van 225 kilometer. Die dieselmotor is uniek voor een operationele Franse tank van die periode, hoewel er veel proefnemingen zijn gedaan met andere types. Het doel ervan is het verschil in rijbereik met Duitse types goed te maken. Door hun zwaardere pantsering wordt bij de Franse tanks het loopwerk zwaar belast; dat leidt weer tot een hoge rijweerstand. De dieselmotor is efficiënter en veiliger maar weinig effectief zodat men de keus lijkt te hebben tussen een geringe tactische mobiliteit of een slechte strategische mobiliteit. De ontsnapping uit dit dilemma biedt een loopwerk van grote wielen met onafhankelijke ophanging, maar deze route neemt het vooroorlogse Franse tankontwerp nergens, zelfs niet in de meest geavanceerde projectvoorstellen, hoewel de Amerikaanse ingenieur Walter Christie al lang de bruikbaarheid van dit type heeft aangetoond en de Sovjet-Unie op basis van zijn ontwerp vele duizenden snelle tanks gemaakt heeft. Debet daaraan is voornamelijk de verouderde uitrusting van de Franse zware industrie.
Eén gebied waar de industrie wat moderner is, vormt de marinebouw. Daar is men begonnen met het elektro-mechanisch lassen van pantserstaalplaten, wat een lichtere constructie oplevert voor dezelfde sterkte. Deze methode heeft de werf FCM nu ook voor haar tank gebruikt. Romp en toren zijn bijna volledig gelast, behalve het dak van het motorcompartiment, dat helemaal afneembaar moet blijven om een verwijdering van de motor mogelijk te maken. Bij het pantser wordt het afketsingseffect zo veel als mogelijk uitgebuit en zowel romp en toren hebben hun merkwaardige vorm te danken aan een radicale toepassing van het principe van de afschuining. Alles helt: niet alleen de voorkant maar ook de zij- en achterkant — zelfs rupsbanden en ophanging gaan verborgen onder een zigzaggend pantser. Een ironisch gevolg van die consequente doorvoering van het principe is dat het effect niet al te sterk kan zijn: gegeven de rompbreedte van 2,14 meter en lengte van 4,46 meter mag het pantser niet te veel naar binnen hellen anders zou men nauwelijks binnenruimte overhouden. De tank heeft daardoor een vrij hoog profiel met 2,20 meter en de 45 tot 60 graden helling met het horizontale vlak geeft de 40 mm platen maar een pantserequivalentie van zo'n 55-60 millimeter — overigens nog steeds voldoende om de meeste antitankwapens van die tijd te weerstaan. Door het hoge silhouet is de tank met een gewicht van 12,35 ton ondanks zijn gelaste constructie toch nog zwaarder dan de R35 en H35, terwijl hij nog steeds geen plaats kan bieden aan een derde man om een radio te bedienen. Het silhouet was ook vrij opvallend en de bemanningen zouden de bovenkant van de toren een heel licht okergeel verven om het contrast met de hemel wat te breken.
De afgeschuinde toren is in de productieversie nog eens extra verhoogd zodat de commandant in de top een goed zicht heeft met vier uitkijkspleten (diascopen). Maar, zoals bij elke Franse tankkoepel van dat moment, kan hij niet enkel het hoofd buiten de tank steken; hij moet helemaal op het achterluik van de toren gaan zitten om een onbelemmerd uitzicht te hebben. Daarbij fungeert hij zowel als schutter en lader van de standaardbewapening van de lichte infanterietanks: een 7,5 mm Châtellerault MAC 31 "Reibel" mitrailleuse en een 37 mm Lang 21 SA 18 kanon, dat nog is verwijderd van de oude FT-17's. Aangezien dat kanon maar een maximaal doorslagvermogen heeft van 23 mm pantserstaal is de uitwerking tegen vijandelijke pantservoertuigen zeer gering. Het type is ondanks haar hoge prijs niet meer dan een pure infanterie-ondersteuningstank waarvan eigenlijk de rijprestaties in versterkt terrein het meest relevant zijn: een overschrijdingsvermogen van twee meter, een waadvermogen van een meter, een klimvermogen van 70 centimeter en een klimhoek van 80% maken het mogelijk allerlei obstakels te overwinnen.

## Operationele geschiedenis

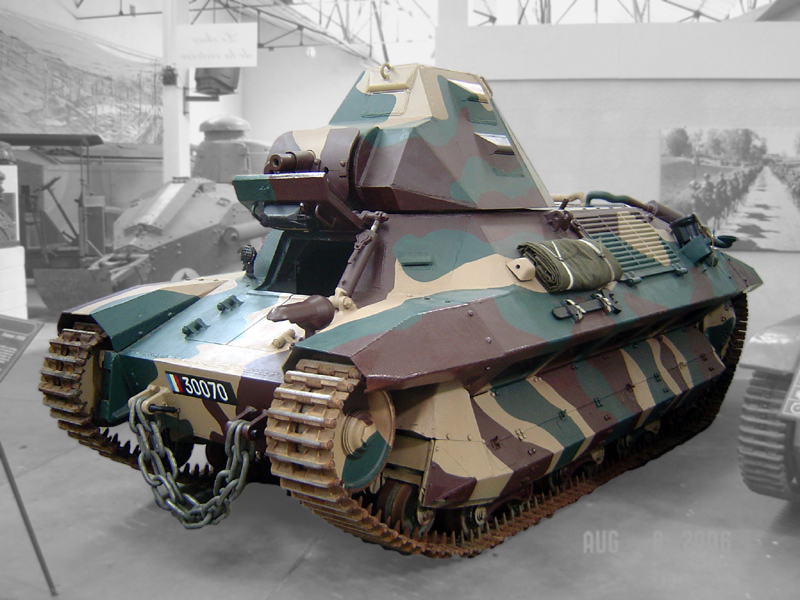
Hetzelfde voertuig met een geopend bestuurdersluik en een wat realistischer camouflageschema, waarvan de kleuren echter nog te hard zijn. Let op het typische voertuignummer tegen een zwarte achtergrond

De FCM 36 werd gebruikt om twee bataljons mee uit te rusten: als enige Franse bataljons die met lichte tanks uitgerust waren, werden deze twee aangeduid als Bataillon de Chars Légèrs ofwel BCL: het 4e Bataillon de Chars Légèrs in maart en het 7e BCL in april 1939, die echter op 25 augustus tot Bataillon de Chars de Combat hernoemd zouden worden. Ieder met een organieke sterkte van 39 (driemaal een compagnie van 13) plus een materieelcompagnie van zes en vier tanks voor de eigen rijopleiding. Van de twee ontbrekende tanks was er één bij de fabriek en de ander was vernield bij het testen van Duitse Tellerminen. Zoals alle Franse bataljons met infanterietanks werden ze niet toebedeeld aan een infanterie-eenheid. Het waren pure zelfstandige tankeenheden, die zonder eigen artillerie of gemotoriseerde infanterie echter niet al te zelfstandig konden opereren. Door geldgebrek werd er weinig samen met infanteristen geoefend. Het 7e BCC vormde samen met het 3e en 43e BCC, die met de R35 waren uitgerust, het 503e Régiment de Chars de Combat; het 4e BCC behoorde tot het 502e RCC. Beide bataljons werden na het uitbreken van de Tweede Wereldoorlog, samen met het 3e BCC het 503e Groupement de Batallions de Chars vormend onder commando van kolonel Fleury, toegevoegd aan het Tweede Leger (waar generaal Bourguignon commandant was van alle tanks — zijnde het 503e GBC), hetzelfde leger in wiens sector bij Sedan op 13 mei 1940 tijdens Fall Gelb de voor de uitkomst van de Slag om Frankrijk beslissende oversteek over de Maas door de infanteriecomponent van het XIXe Legerkorps van Heinz Guderian plaatsvond.
In de morgen van de 14e mei kregen beide bataljons opdracht het Duitse bruggenhoofd te reduceren. Het 7e BCC onder commandant (een majoorsrang) Gordiani ging voorop om de vorige avond al gedecimeerde Duitse infanterie terug te drijven, werd eerst bij Bulson tegengehouden door fanatieke zelfmoordaanvallen door Duitse genisten met springladingen, vernietigde toen tegen het verlies van een tank een aantal antitankkanonnen en pantserwagens maar stuitte daarna op de eerste tanks van de 1e Panzerdivision die zojuist op pontons over de Maas waren gezet. Er volgde een fel ontmoetingsgevecht waarbij beide partijen omdat hun kanonnen te zwak waren elkaar op de kortst mogelijke afstand beschoten. Door de problemen met de lasnaden was geen enkele FCM 36 omgebouwd met het krachtiger kanon. Het 7e BCC vernietigde een aantal Duitse pantservoertuigen waaronder drie tanks maar verloor zelf 26 van de 36 ingezette tanks. Er bestaan foto's van wrakken van de FCM 36 waarop te zien is dat hele facetten van het gelaste pantser naar binnen zijn geslagen. Meestal wordt dit geweten aan de nieuwste wolfraamkerngranaten van de Duitsers die de lasnaden zouden hebben doen springen, maar de zware beschadigingen doen eerder vermoeden dat het om de tanks gaat die door explosieven zijn vernietigd. Wel heeft dit soort lichtere pijlmunitie een sterk vergroot doorslagvermogen op kortere afstand, in dit geval 69 mm op 100 meter voor de 37 mm KWK van de Panzerkampfwagen III. Gegeven een bepaald bewegingsmoment (massa maal snelheid) is het voordelig gewicht op te offeren aan aanvangssnelheid omdat de bewegingsenergie toeneemt met het kwadraat van die snelheid. Vermoedelijk werd dit type granaat echter pas in juni 1940 bij de Duitse tanktroepen ingevoerd. Een lasnaad vormt echter een zwak punt met ongeveer 20% minder bescherming en de toren van de FCM 36 zat vol met lasnaden. Terwijl dus sommige treffers tot in de Franse tanks doordrongen, lukte het de een van de laatste niets eens om met twaalf schoten op dezelfde plaats het zijpantser van een Panzerkampfwagen III te breken.
Toen het 7e BCC verloren ging, liet de commandant van de 55e Infanteriedivisie het 4e BCC van commandant Henri de Saint-Sernin tegenhouden en terugvallen. Dit leidde tot een enorme paniek onder de troepen van de aangrenzende 71e Infanteriedivisie die de sector ten oosten van de Maasbocht verdedigde en nu vreesde in de rug aangevallen te worden door Duitse tanks. De terugtrekkende FCM 36's met hun vreemde vormgeving werden daarbij ook nog eens voor vijandelijk materieel aangezien. In de morgen van de 15 mei verdedigde het 4e BCC Stonne en leed wat verliezen toen het uit die plaats verdreven werd.
Beide bataljons werden hierop in reserve gehouden tot de uitvoering van Fall Rot. Het 4e BCC kon op 9 en 10 juni bij een tegenaanval waarbij Voncq heroverd werd, nog 29 tanks inzetten; men nam toen zo'n zeshonderd Duitsers gevangen. Het gedeeltelijk opnieuw uitgeruste 7e BCC voerde met 16 tanks tegenaanvallen uit op de 10e juni bij de rivier de Aisne waarvan er twaalf verloren gingen.

## Afloop

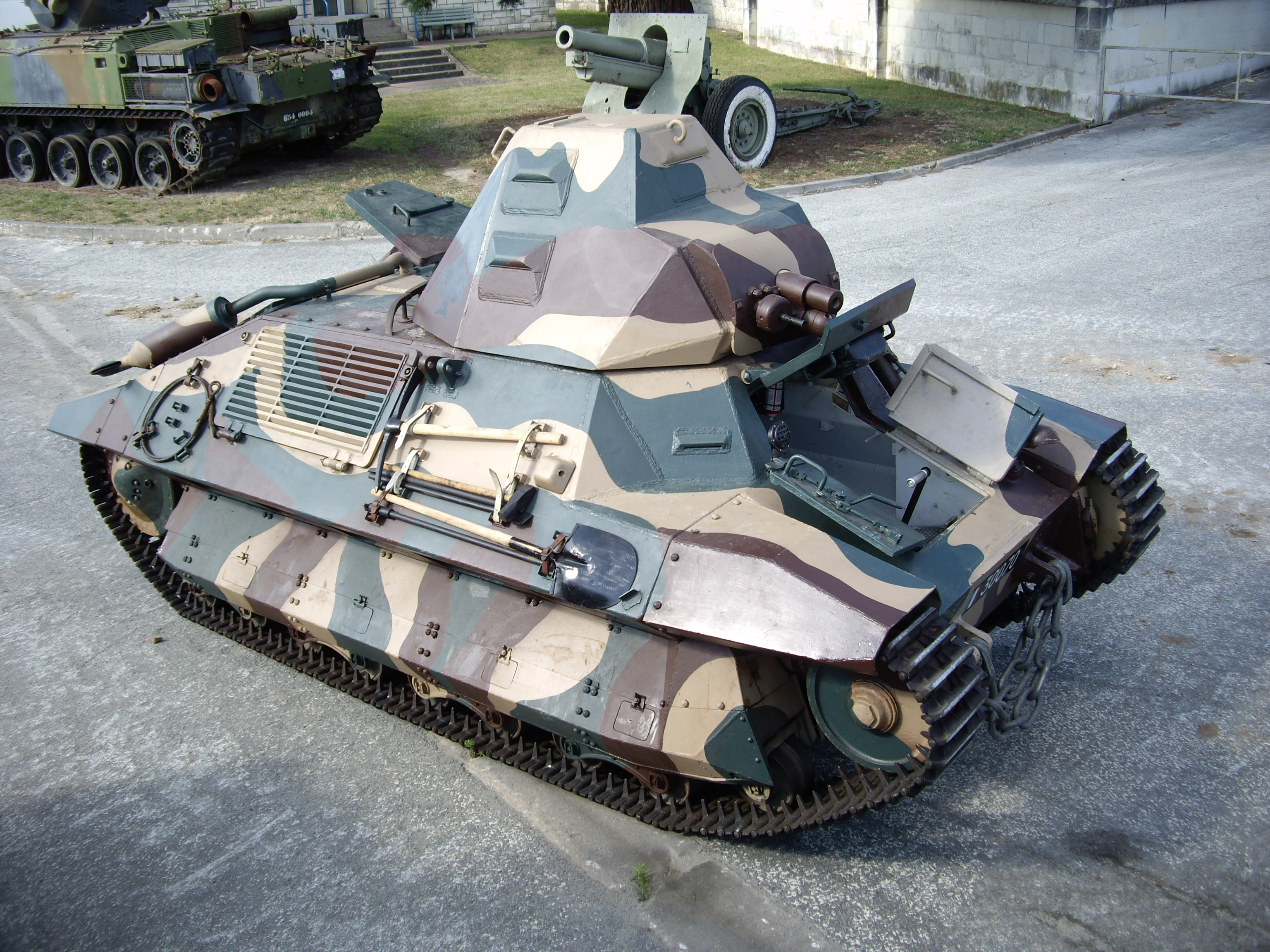
De FCM 36 rijdt weer

De Duitsers maakten 37 FCM 36's buit en gaven het type de aanduiding Panzerkampfwagen 737 FCM (f). In 1943 kregen de bezettingstroepen in Frankrijk gezien de toenemende dreiging van een geallieerde invasie behoefte aan een tankjager, maar men wilde zo veel mogelijk voertuigen van de meer reguliere typen gebruiken aan het oostfront. Daarom bouwde men een groot aantal Franse rupsvoertuigen om tot de zogenaamde Marder I. Ook tien FCM 36's werden door het Alfred Becker Baukommando gemodificeerd tot gemechaniseerd geschut door het aanbrengen van een open opbouw met 75 mm Lang 48 antitankkanon. Ze deden eerst dienst bij de Schnelle Brigade West en werden toen met die brigade verplaatst naar de 200e Sturmgeschützabteilung die deel uitmaakte van de 21e Panzerdivision. Zo vochten ze in 1944 in Normandië.
Twaalf chassis zijn in 1942 omgebouwd tot gemechaniseerde artillerie: de 10.5 cm leFH 16/18(Sf) auf Gw FCM (f), in casu een afgedankte Krupp 105 mm houwitser in een open opbouw; ook deze voertuigen werden in Frankrijk gebruikt, waar zich de faciliteiten bevonden om ze te onderhouden.
Eén FCM 36 staat nog in het Tankmuseum van Saumur. Het voertuig is begin twintigste eeuw weer rijdend gemaakt.